# Église Saint-François-d'Assise d'Antony
Pour les articles homonymes, voir Église Saint-François-d'Assise.
L'église Saint-François-d'Assise d'Antony est un bâtiment et une église paroissiale de culte catholique située avenue Raymond-Aron à Antony, commune française de la région Île-de-France.

## Historique
L'histoire de la paroisse Saint-François-d'Assise est fortement liée a celle de l'église Sainte-Odile. La chapelle initiale a été inaugurée et bénie sous le patronage de Sainte Odile, le 15 avril 1934 par le cardinal Verdier. Elle a été construite par l'Œuvre des Chantiers du Cardinal sur un terrain légué à l'Administration Diocésaine de l'Évêché de la région parisienne par le chanoine Adam.
Ce legs du jardin situé 24, rue du Sud était complété par le legs d'une maison voisine située au 21, rue du Nord. Cela deviendra la cure de la paroisse Sainte-Odile.
Au début, la chapelle fut administrée par des prêtres de la paroisse Saint-Saturnin d'Antony. Les administrateurs en furent: l'abbé Brunet (1934-1942), l'abbé Met (1942-1951) et l'abbé Hervé Dizes (1951-1954)
En 1951, la transformation de la chapelle Sainte-Odile en paroisse « Sainte-Odile-Croix-de-Berny » rattachée au doyenné de Saint-Saturnin, se justifiait par le développement important du quartier de La Croix-de-Berny après la guerre de 1940.
Au début des années 1960, la taille de l'église se révélait insuffisante pour accueillir tous les fidèles et il fut envisagé de construire une nouvelle église, sur un terrain situé à la Croix de Berny où se trouvait le presbytère de Sainte-Odile situé 16, avenue du Parc-de-Sceaux. Diverses difficultés s'opposèrent à ce projet. Le lancement des travaux d'une nouvelle église, dédiée à saint François d'Assise, fut décidé sur un terrain situé au bord de la route départementale 920 dans le lotissement « Les Sports ». Financée aussi par les Chantiers du Cardinal, en partie avec la vente du presbytère, elle fut construite sur les plans de l'architecte Paul Henry, frère du père Henry, et inaugurée en octobre 1972 par Mgr Jacques Delarue, premier évêque de Nanterre,.

## Bâtiment
La forme du bâtiment (église, presbytère et salles) est un rectangle essentiellement constitué de béton armé, avec plusieurs petites fenêtres rectangulaires (de couleur bleu, jaune et blanche) disposées uniquement sur les 2 côtés Est/Ouest.
L'église occupe toute la surface supérieure avec la porte d'entrée vers le côté de la route départementale 920.
Le rez-de-chaussée accueille, à l'origine, les deux appartements du curé et du vicaire, les salles de réunions et une salle à manger. Plusieurs transformations de la disposition des salles ont eu lieu au cours des années, notamment la disparition des logements lorsqu'il n'y a plus eu de prêtre à demeure.
En 2018, le bâtiment-église bénéficie de travaux pour une rampe d'accès PMR réalisés par l'Œuvre des Chantiers du Cardinal.

## Église paroissiale
Cette église est le seul lieu de culte de la paroisse Saint-François d'Assise, dont le curé est depuis la réorganisation des paroisses sur Antony de 2006, celui de la paroisse Saint-Gilles de Bourg-la-Reine.

### Bénédiction des animaux
Chaque année, à l'occasion de la fête de saint François d'Assise, le 4 octobre (le dimanche le plus proche de la fête paroissiale), une bénédiction des animaux est organisée.

### Liste des curés

#### Avant 2006
- 1972-1981 : Marcel Henry, frère de l'architecte et premier curé
- 1981-1982 :  Jean Thoorens
- 1982-1984 : Constant Gratel
- 1984-1992 : Paul Dauverné
- 1992-1996 : Michel Robert
- 1996-2003 : Jean-Claude Bée
- 2003-2006 : Patrick Hardoüin

#### Depuis 2006
En septembre 2006, lors du redécoupage des paroisses dans le diocèse de Nanterre le territoire de la paroisse Saint-François-Sainte-Odile est coupé en deux : le curé de la paroisse Saint-Gilles de Bourg-la-Reine, le père Christophe Witko, est nommé curé de la paroisse Saint-François-d'Assise en charge supplémentaire et la chapelle Sainte-Odile est rattachée à la paroisse Saint-Saturnin d'Antony.
- septembre 2006 - septembre 2011 : Christophe Witko[4]
- septembre 2011 - septembre 2017 : Hugues Morel d’Arleux[4]
- depuis septembre 2017 : Alain Lotodé[6],[4]

Le 1er septembre 2016, le curé reçoit comme vicaire, le père  Xavier de Antonio, qui remplit les mêmes fonctions en l'église Saint-Gilles de Bourg-la-Reine. Né à Paris en 1956, il est entré à la Société de l'oratoire de Jésus (société de prêtres séculiers fondée à Paris en 1611, par le cardinal Pierre de Bérulle), en 1982. Ordonné prêtre en 1994 en l'église Saint-Eustache de Paris, il fut envoyé en mission à Juan-les-Pins, Mérignac, Lyon, et Boulogne-Billancourt avant d'être nommé vicaire à Bourg-la-Reine et Antony . En 2021 Il repart à Paris .
Le 1er septembre 2021, le curé reçoit le père Benedict Anigbogu comme vicaire et qui remplit les mêmes fonctions à l'église Saint-Gilles de Bourg-la-Reine. Ordonné prêtre en 2004 au Nigeria. Il arrive en France dans le diocèse de Nanterre en 2012.
Le 1er septembre 2024, le curé reçoit comme vicaire le père Claude Ilikiwa et qui remplit les mêmes fonctions à l'église Saint-Gilles de Bourg-la-Reine.

## Pour approfondir